# Baku Tower
La Baku Tower est un gratte-ciel de 276 mètres en construction à Bakou en Azerbaïdjan. Son achèvement est prévu pour 2018. 